# Dennstaedtia wercklei
Dennstaedtia wercklei là một loài thực vật có mạch trong họ Dennstaedtiaceae. Loài này được (H. Christ) R.M. Tryon miêu tả khoa học đầu tiên năm 1960.